# Velas Latinoamérica
La regata Velas Latinoamérica es una competición de vela clásica para buques escuela que es organizada por diversos países latinoamericanos. El evento tuvo su origen en la Regata Bicentenario Velas Sudamérica 2010 convocada para conmemorar el bicentenario del inicio de los procesos de independencia de Argentina y Chile, decidiéndose luego continuarlo con una periodicidad cuatrienal. 

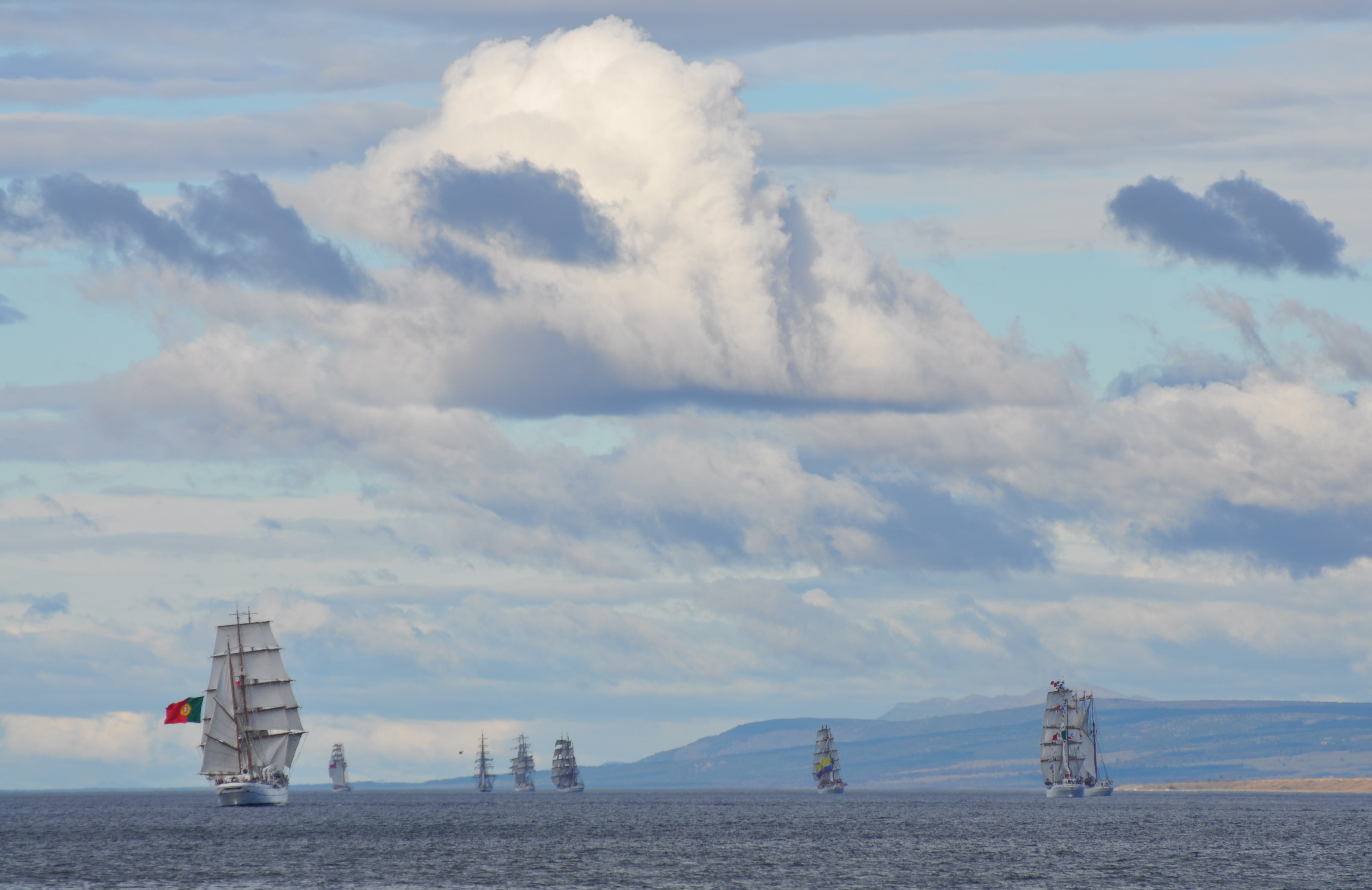
La flota del Velas Sudamérica 2010 cruzando el Estrecho de Magallanes

## Historia
Con motivo de la celebración del bicentenario de los primeros actos de independencia en Sudamérica, las Armadas de Chile y Argentina decidieron organizar de manera combinada el primer Encuentro Internacional de Grandes Veleros, como una manera de realzar estos acontecimientos patrióticos. Esta iniciativa fue rápidamente acogida por otras naciones latinoamericanas, como las Repúblicas de Colombia, México y Venezuela cuyas gestas independentistas también se iniciaron en el año 1810.
Fue así como nació este primer encuentro de grandes veleros, denominado “Velas Sudamérica 2010”, en el cual participaron 11 Buques Escuela, los cuales navegaron en distintas latitudes, con diferentes condiciones de mar y viento, intercambiando dotaciones entre las unidades y visitando más de 12 puertos de diferentes países, desafío que resultó ser particularmente valioso desde el punto de vista profesional, intelectual, cultural y de conocimiento de las idiosincrasias de las naciones presentes.
En el año 2012 se realizó en Cancún, México, la XXV Conferencia Naval Interamericana. En la ocasión, los Comandantes en Jefe de las Armadas reunidos, analizaron la repercusión continental y la valiosa experiencia obtenida durante el desarrollo de “Velas Sudamérica 2010”, acordando repetir esta empresa cada cuatro años, pasando a denominarse “Velas Latinoamérica”, cuya versión 2014 sería organizada por la República Argentina y la del año 2018 por Chile.
En el año 2014 la Armada Argentina organizó este encuentro de grandes veleros, en el que fragatas, bergantines y goletas -civiles y militares- de distintas nacionalidades navegaron juntos los océanos Atlántico, Pacífico y el Mar Caribe, recorriendo distintos puntos de Latinoamérica.
Para el año 2018 la República de Chile y su Armada organizarán la regata, coincidiendo con la celebración de sus 200 años de la Proclamación y Juramento de la Independencia.

## Ediciones
- Velas Sudamérica 2010
- Velas Latinoamérica 2014 (Argentina)
- Velas Latinoamérica 2018 (Chile)
- Velas Latinoamérica 2022 (Brasil)
- Velas Latinoamérica 2026 (Perú)